# João Gomes Filho
João Gomes Filho foi um designer brasileiro e professor do Centro Universitário das Faculdades Metropolitanas Unidas. Seus estudos sobre a gestalt integram a bibliografia básica de destacados centros de ensino do país.

## Biografia
João Gomes Filho graduou-se em Desenho Industrial pela FAAP, em 1977, concluiu o mestrado em 1988 e o doutorado em 1995, ambos na FAUUSP.

## Publicações
A coleção foi publicada pela editora Escrituras, de São Paulo, e é composta pelos seguintes volumes:
- Gestalt do objeto (2000)[7]
- Ergonomia do objeto (2003)[8]
- Design do objeto (2006)[9]

## Obras
Gomes Filho se destacou  na área da mobilidade, participando do design dos trens de metrô em três capitais, além de projetos de ônibus, bilheterias, centros de controle, instalações industriais, entre outros:

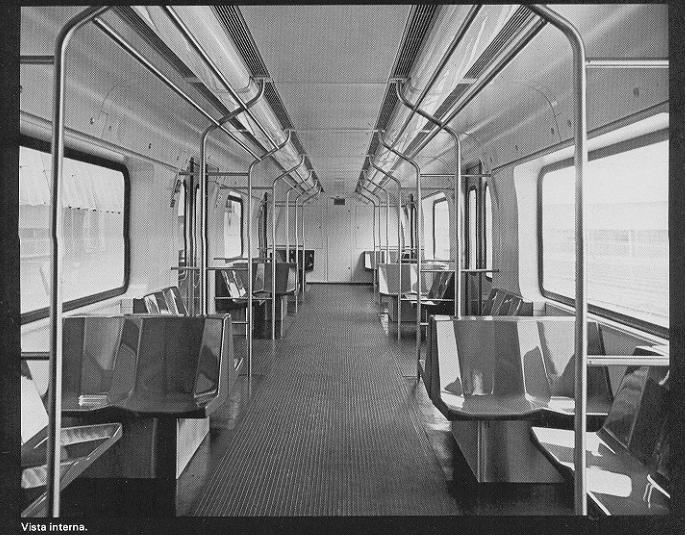
Design interno e externo das Frotas C e D do Metrô de São Paulo
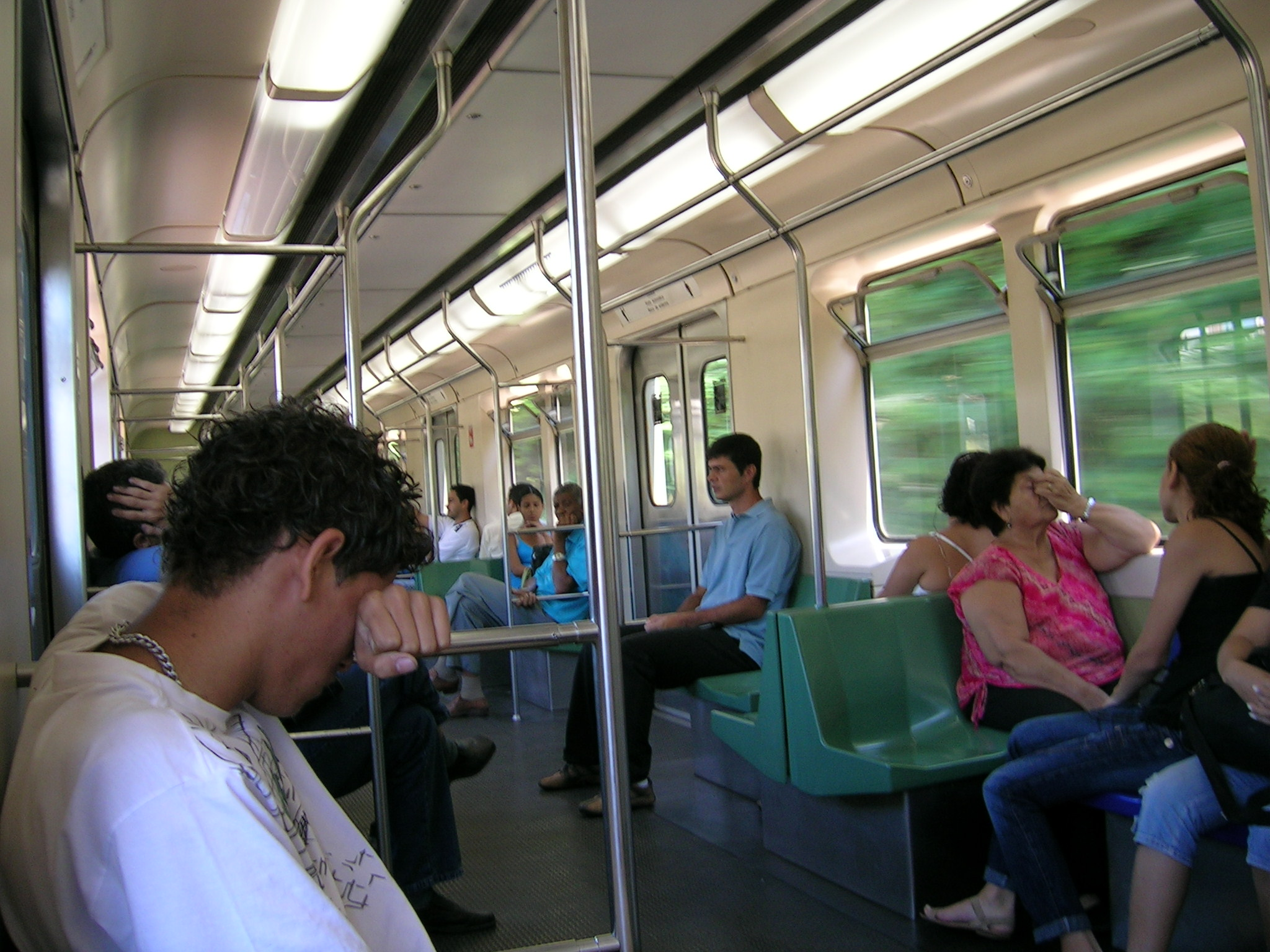
Design interno e externo da Frota Cobrasma do Metrô de Belo Horizonte
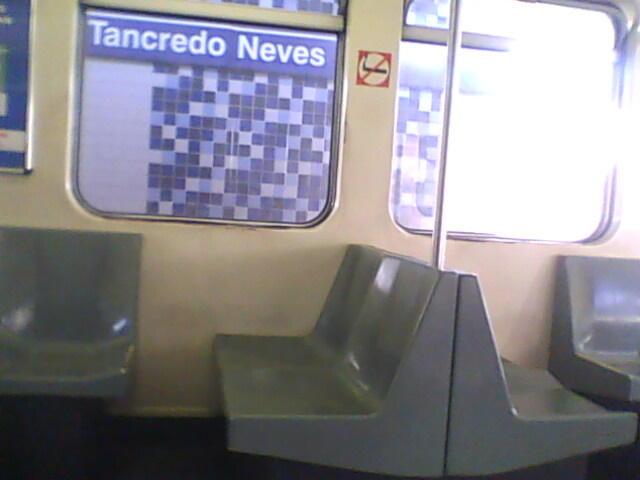
Design interno e externo do TUE Série 800 (Metrorec) do Metrô do Recife
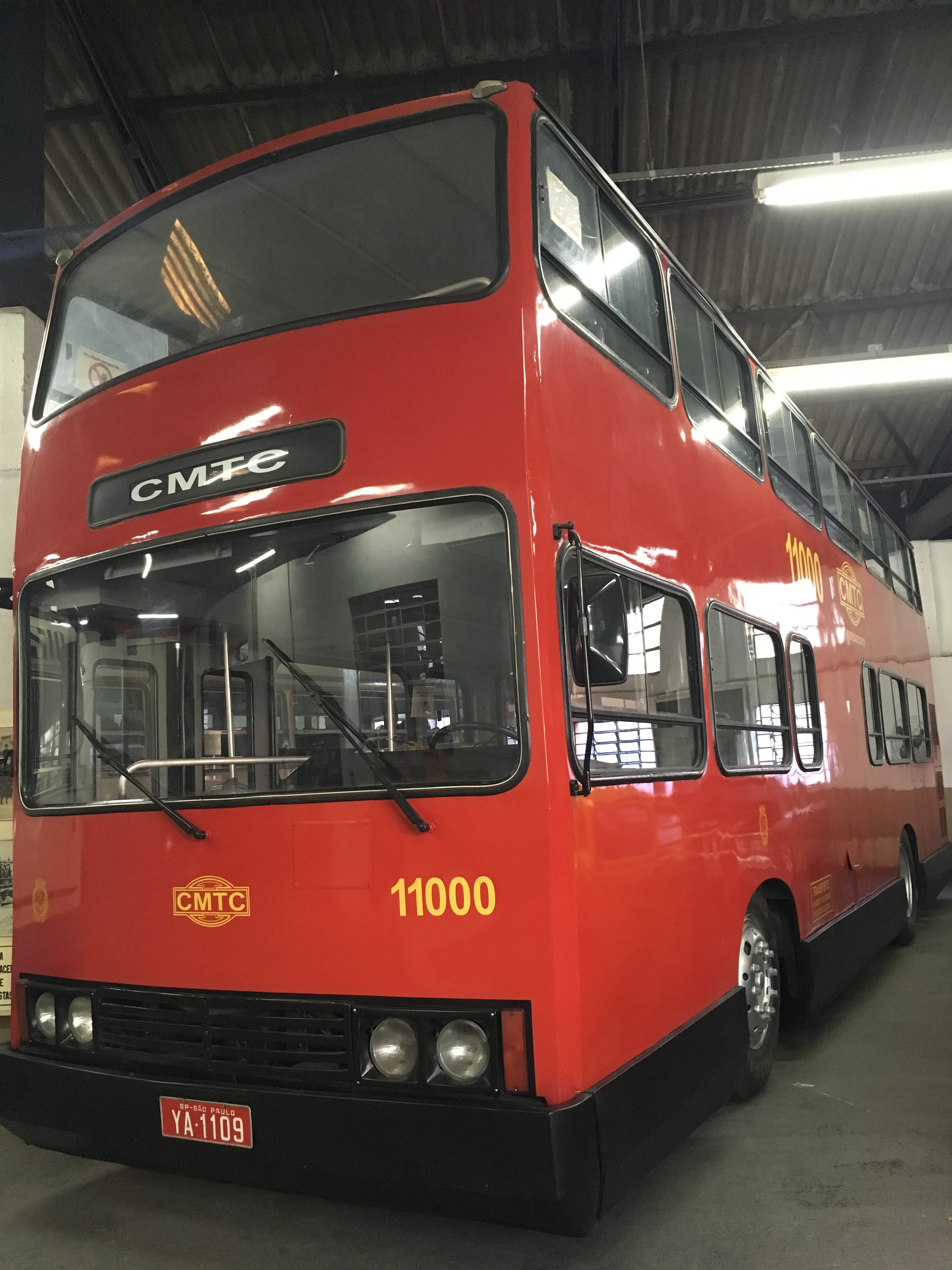
Ônibus de dois andares (CMTC)